# آبشار قو
آبشار قو یا آبشار سفیدآب در بخش لاریجان آمل، استان مازندران قرار دارد. این آبشار در نزدیکی دریاچه سد لار و در انتهای دره سفیدآب دیده می‌شود. این دره محل قشلاق دامداران و عشایر نیز می‌باشد. آبشار قو یکی از جذاب‌ترین مناظر طبیعی دشت لار است.